# Kirche von Fleringe

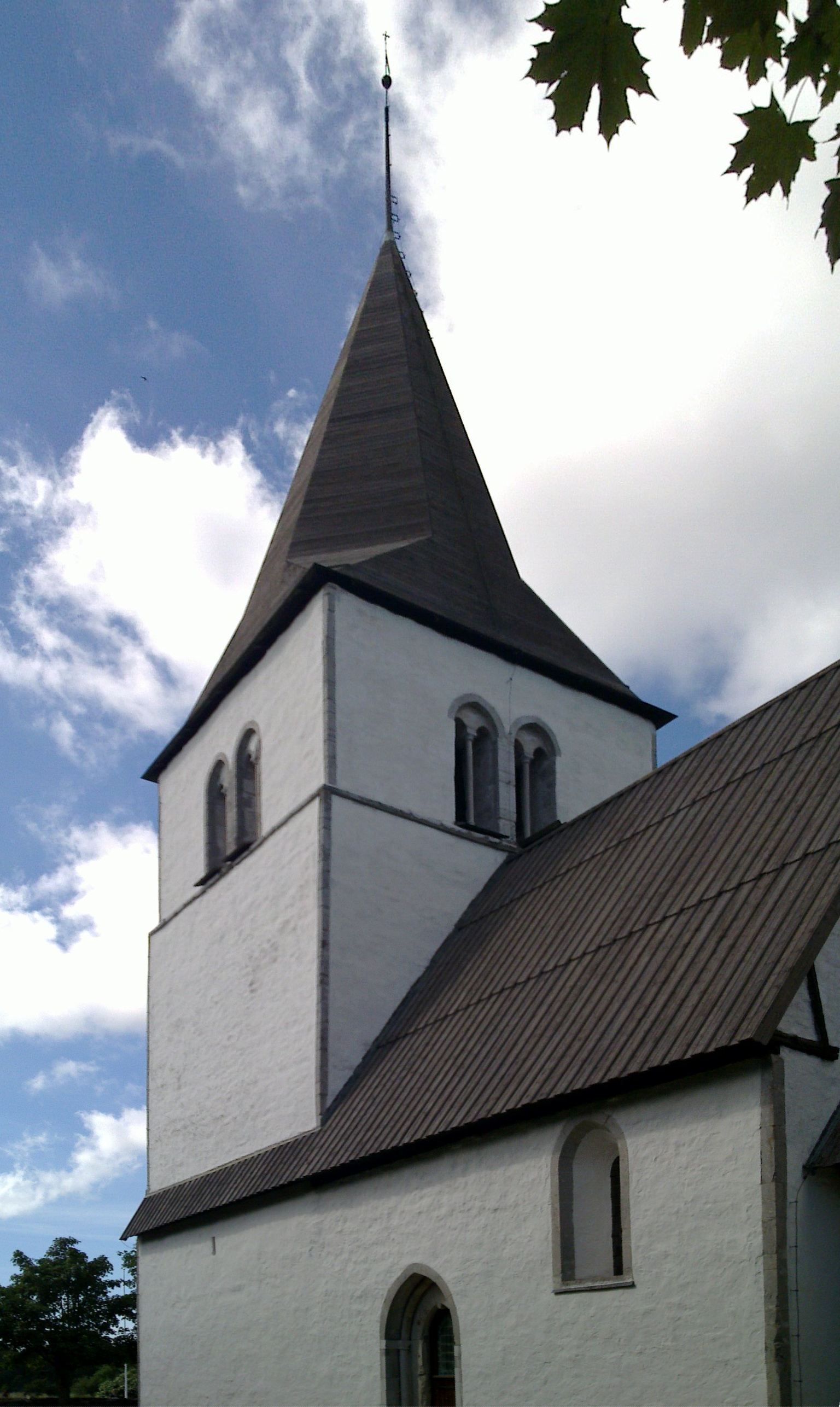
Turm und Langhaus der Kirche von Fleringe

Die Kirche von Fleringe (schwedisch Fleringe kyrka) ist eine gotisch-romanische Landkirche auf der schwedischen Insel Gotland.  Sie gehört zur Gemeinde (schwedisch församling) Bunge (vorher Fleringe), zum Pastorat Bunge und zum Bistum Visby.

## Lage
Die Kirche liegt nördlich der Straße 148 von Visby nach Fårö, 43 km nordöstlich von Visby.  Sie liegt zwischen ein paar Höfen in offenem Gelände in dem dünn bebauten  und waldreichen nördlichsten Teil der Insel.

## Kirchengebäude
Die Kirche ist aus Kalkstein gebaut und besteht aus einem gerade abschließenden Chor mit einer Sakristei im Norden und einem höheren und breiteren Langhaus und einem Turm im Westen, der gleich breit wie das Langhaus ist. Es gibt im Langhaus und im Chor auf der Südseite Eingänge und im Turm auf der Westseite. Der Chor und das Langhaus wurden im zweiten Viertel des 13. Jahrhunderts gebaut, der Turm im dritten Viertel.  Die Sakristei entstand wahrscheinlich kurz vor 1650. Ein kräftiger Brand im Jahre 1676 soll zu gewissen Wiederaufbauarbeiten geführt haben. Die drei ursprünglichen Portale der Kirche haben einfache gotische Einfassungen. Das Portal im Westen ist am größten und mit Gewächsornamenten versehen. Wahrscheinlich war dies als Haupteingang vorgesehen. Die kleinen spitzbogigen Fensteröffnungen im Osten und Süden sind noch ursprünglich, ebenso die mit Säulen versehenen Schallöffnungen des Turms. Innen ist die Kirche komplett überwölbt. Die vier gemauerten Gewölbe des Langhauses werden von einer kräftigen Zentralsäule getragen. Der Chor und der Turmraum sind jeweils durch ein Gewölbe gedeckt. Der Turmbogen zwischen dem Turmraum und dem Langhaus im Westen hat dieselbe Breite und Form wie der Triumphbogen zwischen Langhaus und Chor im Osten. Einzelne Kalkmalereien aus dem 15. Jahrhundert und ein merkwürdiges Ornament aus dem letzten Teil des 16. Jahrhunderts sind erhalten. Die Einrichtung mit ihrer ursprünglichen Bemalung kommt vollständig aus dem 18. Jahrhundert.

## Ausstattung
Wegen des Kirchbrandes im Jahre 1676 fehlt das mittelalterliche Inventar.
- Der Taufstein ist aus den 1630er Jahren und wurde nach dem Brand in diese Kirche verlegt. Vorher war er in der Visborgs Slottskyrka.
- Der Altar von 1701 wurde von Rasmus Bartsch gefertigt.
- Die Kanzel ist von 1726.
- Die Orgel mit fünf Stimmen wurde 1966 von John Grönvall Orgelbyggeri aus Lilla Edet eingebaut.

## Umgebung
- Auf einer offenen Ebene westlich der Kirche stehen noch die Kirchställe,  was auf Gotland sehr ungewöhnlich ist.
- In der südwestlichen Ecke des Kirchgartens steht ein mittelalterliches Eingangsportal mit Tonnengewölbe.  Spuren eines weiteren Portals finden sich in der nördlichen Mauer des Kirchhofs.